# Istuviga
Istuviga (akkád Ištumegu, óperzsa 𐎠𐎼𐎡𐏁𐎫𐎡𐎺𐎡𐎥 a-ra-i-ša-ta-i-va-i-ga, Arištiviga) a Méd Birodalom utolsó uralkodója. A korral foglalkozó ógörög történetírók közös tőről fakadó, de különböző neveken említik. Hérodotosznál Ἀστυάγης (Asztüagész), Ktésziasznál Ἀστυιγας (Asztüigasz), Diodórosznál Ἀσπαδας (Aszpadasz).

## Uralkodása
Istuviga már apja életében, i. e. 589-ben társuralkodó lett. Ennek két oka volt. Egyfelől bár Uvakhsatra születési ideje ismeretlen, apja 36 éve uralkodott már, nyilván nem volt fiatal. Másfelől a Méd Birodalom hiába volt területileg hatalmas, látszólag erős és hódító ország, belpolitikailag instabil képződmény lehetett. Uvakhsatrának szüksége lehetett a segítő kézre, emellett Istuviga tényleges uralkodása megkönnyíthette a későbbi trónváltást is. Négy évvel később, a Halüsz-menti csata elmaradása után a méd–lüd szövetségkötést azzal pecsételték meg, hogy Istuviga feleségül vette Alüattész leányát, Arüéniszt. Nem sokkal később (még abban az évben) Uvakhsatra meghalt, és Istuviga átvette az egyeduralmat.
Média laza államszervezet volt, félig-meddig független fejedelemségek halmaza, amiket alig tartott össze valami. Uvakhsatra és Istuviga arra törekedett, hogy ezt a kohéziót növelje a centralizáció révén. Ezek az elképzelések azonban nyilvánvalóan nem egyeztek meg a birodalom nemességének érdekeivel. A törzsi arisztokrácia gyorsan átalakult birodalmi arisztokráciává, de a tartományok fejedelmei annyira függetlenek voltak, hogy Nabú-naid babiloni király évkönyvei Istuvigával egyenrangú királyokként említik őket. A méd–babiloni szövetség lassanként felbomlott, sőt nyílt ellenségeskedésbe csapott át. A konfliktus Harrán városának birtoklása miatt tört ki, amely település rendkívül fontos volt stratégiailag és kultikus szempontból is. Nabú-naid a végsőkig védte a médek ellen ezt a várost.
A görög történetírók szerint Istuviga és Arüénisz leánya volt Mandané, aki Kabúdzsija felesége, így II. Kurus anyja lett. Ezzel a feltevéssel időrendi problémák vannak. Mandané legkorábban i. e. 584 februárjában születhetett, mert Istuviga és Arüénisz házassága i. e. 585. május 28-a után történt. II. Kurus viszont valamikor i. e. 600 körül született, legalább másfél évtizeddel feltételezett anyja születése előtt. Ha valóban Mandané lett volna az anyja, akkor legkorábban i. e. 570–565-ben születhetett volna, vagyis Istuviga a legfeljebb 15–20 éves unokáját támadta volna meg i. e. 550-ben. Nem teljesen lehetetlen, de eléggé valószínűtlen. Sokkal valószínűbb, hogy Kurus vette feleségül Mandanét. A különböző szemszögű történeti források különbözőképpen beszélik el az eseményeket. A perzsa oldalról azt állítják, hogy Istuviga támadta meg Kurust, míg mások szerint Kurus kihasználta a méd–babiloni viszony romlását, fellázadt, és három évig tartó háborúskodás után, i. e. 550–549-ben vette át a hatalmat. Istuviga a perzsa hatalomátvétel során életben maradt, de hamarosan meghalt.
Istuvigának valószínűleg volt trónörököse, aki kiesett a hatalomból a perzsa hatalomátvétel után. A görög történetírók szerint ez az örökös Küaxarész volt, míg a perzsa források a Bardíja utáni méd felkelést egy Fravartis nevű méd királynak tulajdonítják. Fravartist is a méd királyok leszármazottjának mondják. Küaxarész és Fravartis vagy azonos személyek, vagy Küaxarész Istuviga fia volt, Küaxarésznek pedig Fravartis volt a fia.